# Læseprotokol
En læseprotokol er et litteraturteoretisk begreb, der "henviser til den særlige indstilling læseren må have for at maksimere det semantiske og kognitive udbytte af sin læsning af en given genre." Udtrykket er en oversættelse af det engelske ord "reading protocol."